# Erna Woll
Erna Woll (* 23. März 1917 in St. Ingbert; † 7. April 2005 in Friedberg) war eine deutsche Komponistin, Kirchenmusikerin und Autorin.

## Leben
Erna Woll absolvierte von 1936 bis 1938 ein Studium der evangelischen Kirchenmusik bei Wolfgang Fortner in Heidelberg und von 1940 bis 1944 ein Kompositionsstudium bei Joseph Haas und Gustav Geierhaas an der Münchener Akademie der Tonkunst. Parallel dazu studierte sie Schulmusik. In dieser Zeit konvertierte sie zum Katholizismus. Von 1946 bis 1948 studierte sie katholische Kirchenmusik an der Kölner Musikhochschule, unter anderem bei Heinrich Lemacher, Theodor Bernhard Rehmann und Hermann Schroeder. Von 1950 bis 1962 war sie Schulmusikerin an der Lehrerinnenbildungsanstalt in Weißenhorn, von 1962 bis 1969 Dozentin und von 1969 bis 1972 Honorarprofessorin an der Pädagogischen Hochschule in Augsburg. 1972 ging sie krankheitsbedingt in den vorzeitigen Ruhestand.
Das Werkverzeichnis von Erna Woll umfasst über 200 Werke, vorzugsweise Sololieder, Chorlieder, Motetten und Chorkantaten. Besondere Aufmerksamkeit widmete sie der Musikgattung Neues Geistliches Lied (NGL).
Erna Woll war Mitglied in der Werkgemeinschaft Musik e. V., der Ökumenischen Textautoren- und Komponistengruppe der Werkgemeinschaft Musik e. V. und der AG Musik in der Evangelischen Jugend e. V., heute Textautoren- und Komponistengruppe TAKT.
Ein Teil ihres Nachlass befindet sich in der Bayerischen Staatsbibliothek, ein anderer Teil (v. a. Korrespondenz) im Universitätsarchiv Augsburg.

## Preise und Ehrungen
- 1963 und 1967: Valentin-Becker-Preis der Stadt Brückenau
- 1972: erster Preis des Wettbewerbs „Neues Kirchenlied Kiel“
- 1976: Preise des Deutschen Allgemeinen Sängerbundes und des Schwäbischen Sängerbundes
- 1993: päpstliches Ehrenkreuz Pro Ecclesia et Pontifice für Verdienste um die katholische Kirchenmusik
- 1997: Bundesverdienstkreuz
- 1999: Bundesverdienstkreuz 1. Klasse[4]

## Werke
- Lieder der Liebe für mittlere Singstimme und Klavier, Tonger (1944/55)
- Süßes Saitenspiel. Triptychon für gemischten Chor und Tenorsolo, Tonger (1960/65)
- Missa choralis für gemischte oder gleiche Stimmen, Gemeinde und Orgel. Schwann (1958/60)
- Wir glauben. Ordinarium für gemischte oder gleiche Stimmen, Gemeinde und Orgel, Fidula (1965)
- Spiritus domini. Proprium zu Pfingstsonntag für Chor und Orchester (1963)
- Sieben Leben möcht’ ich haben. Zyklus für Solostimme, gemischten Chor und Instrumente, Helbling (1966)
- Deutschs Proprium vom Gründonnerstag (für gemischten Chor a cappella). Orbis, Münster 1966
- Requiem für Lebende für gemischten Chor und Instrumente nach Texten von Marie Luise Kaschnitz u. a., Möseler (1975)
- Vier Motetten. Nach Texten von Gertrud von le Fort (1975/76), Süddeutscher Musikverlag
- Suchen – Hören – Loben. Orgeltriptychon, Strube, 1985
- Wie spricht man mit dir. Ökumenische Marienlieder, Strube, 1986
- Augsburger Orgelheft. Böhm, 1987
- Sola gratia. Strube, 1988
- Anrufungen. Strube, 1988
- Weihnachtsevangelium nach Lukas. Strube, 1988
- Kinder fragen nach Maria. Strube, 1988
- Über die Schmerzgrenze V. 1989
- Frauen um Jesus. Strube, 1990
- Gesänge zum orthodoxen Gottesdienst für gleiche Stimmen. 1990, gewidmet dem Segiuschor Weingarten (88250)
- Wie man singt und saget. Strube, 1991
- Den Vielgeliebten, den Niegeliebten. Strube, 1991
- Geborene Mirjam. Fünf Meditationen für Orgel, Pro Organo, 1991
- Nun ist vorbei die finstre Nacht. Strube, 1991
- … und Maria. Strube, 1992
- Klangspuren auf der Orgel. Böhm, 1992
- Nachsinnen auf Flöte und Orgel. Böhm, 1992
- Vorübergang. Mosaik für Orgel, Schott 1993
- Wo bist du, Gott. Strube, 1995
- Zauberwünsche. Furore, 1995
- Der 80. Psalm. Strube, 1995
- Ave Maria zart. Strube, 1997
- Es kommt der Herr der Herrlichkeit. Strube, 1997
- Vom Himmel hoch. Möseler 2002